# Cortinarius paraxanthus
Cortinarius paraxanthus är en svampart som beskrevs av Soop 2005. Cortinarius paraxanthus ingår i släktet Cortinarius och familjen spindlingar.   Inga underarter finns listade i Catalogue of Life.